# Lac Aphrodite
Pour les articles homonymes, voir Aphrodite (homonymie).
Le lac Aphrodite est un lac situé au nord-ouest de la Grande Terre, l'île principale des Kerguelen dans les Terres australes et antarctiques françaises.

## Géographie

### Situation
Le lac Aphrodite est situé au nord-ouest de la Grande Terre, juste au nord-est de la calotte Cook. De forme allongée, il s'étend dans ses plus grandes dimensions sur environ 2,8 km de longueur et 960 m de largeur maximales pour environ 1,57 km2 de superficie et est situé à environ 100 m d'altitude aux pieds du mont Pâris (613 m) à l'ouest et du mont Fauve (608 m) au nord.
Alimenté par l'exutoire du lac de Chamonix (alimenté lui-même par l'épanchement du glacier de Chamonix et du glacier Cook), l'émissaire du lac Aphrodite se déverse, après une zone lagunaire de faible courant et profondeur, dans le lac Athéna qui va à son tour se déverser dans le lac Héra dont le déversoir forme la rivière du Jugement se jetant dans la baie Laissez-Porter, à l'ouest de la presqu'île de la Société de Géographie.

### Toponyme
Le lac Aphrodite doit son nom – attribué en 1967 par la commission de toponymie des îles Kerguelen – à un ensemble de toponymes dans ce secteur associés au Jugement de Pâris dans la mythologie grecque, avec le mont Pâris, le lac Héra, le lac Athéna et leur émissaire terminal la rivière du Jugement.

## Littérature
En 2015, François Garde et quatre compagnons entreprennent la seconde traversée nord-sud de l'archipel ; cette expédition a fait l'objet d'un livre, Marcher à Kerguelen, paru en 2018 dans lequel la zone des trois lacs est décrite dans un passage dédié. La partie entre le lac Aphrodite et le lac Athéna est évoquée de la manière suivante :

« Ce lac se poursuit par une sorte de lagune, une plaine entièrement recouverte d'une très faible épaisseur d'eau quasi stagnante. Nous ne savons plus si c'est un lac, une rivière, un marais, une inondation, un bassin de rétention, ou quelque autre facétie hydraulique »

— François Garde